# Métro de Daejeon
Le métro de Daejeon (hangeul : 대전도시철도 ; hanja : 大田都市鐵道) est le métro de la ville de Daejeon, en Corée du Sud. Exploité par la Daejeon Transportation Corporation (DJTC), il dispose d'une unique ligne (ligne 1), mise en service en 2006 et prolongée en 2007. Longue de 22,74 kilomètres, elle dessert 22 stations.

## Histoire
Les premières études de faisabilité pour un métro à Daejeon ont été menées au début des années 1990. La construction de la première ligne débuta en 1996, mais lentement du fait de problèmes financiers : son coût a été évalué autour de 1,5 milliard d'Euros. En 1999, seuls 20 % des travaux de génie civil étaient terminés. Une tentative pour finir la ligne pour la coupe du monde de football de 2002 a échoué.
Une première section de la ligne, du « Complexe gouvernemental » à « Panam-dong », est mise en exploitation le 16 mars 2006, elle compte alors 12 stations pour une longueur de 12,4 km. La construction de la deuxième section se poursuit jusqu'à la mise en service de ses 10 km et dix stations entre Panam à Banseok le 17 avril 2007, au total la ligne en service est longue de 22,6 km pour 22 stations de Banseok à Panam. Une troisième section est mise en chantier pour une mise en service prévue en 2029.

## Technologie
La largeur des trains est 2,75 m. Des trains de quatre véhicules (72 m de long) desservent la ligne en première phase. Ultérieurement des trains de six véhicules (108 m) devraient circuler sur la ligne. La longueur des quais atteint 113 m. Trois des stations auront des portes palières. 
La vitesse maximale des trains en exploitation est prévue à 80 km/h, avec des pointes à 100 km/h. Compte tenu de cette vitesse et de la longueur de l’inter-station moyenne, d’un temps d’attente de 30 secondes en station, la vitesse commerciale des trains atteint 32 km/h. 
L’alimentation électrique est en 1 500 V par caténaire. L’écartement des voies est le standard ferroviaire, 1 435 mm.

## Exploitation
Le métro est ouvert de 5 h. 30 à minuit. L’intervalle entre les trains est de cinq minutes au cours de la période de fort trafic, entre huit et dix minutes pendant les heures creuses. Un intervalle de deux minutes minimum est possible en heures de pointe. 
Le tarif est en fonction de la distance parcourue : il en coûte 800 won (€0,76) pour un trajet de moins de 10 km.

## Réseau actuel
| Ligne | Ouverture | Dernier prolongement | Longueur | Stations |
| ----- | --------- | -------------------- | -------- | -------- |
|       | 2006      | 2007                 | 22,7     | 22       |

## Matériel roulant
| Série | Livraison   | Constructeur  | Nombre de rame | Nombre de voitures par rame | Ligne desservie | Photo |
| ----- | ----------- | ------------- | -------------- | --------------------------- | --------------- | ----- |
| 1000  | 2005 - 2006 | Hyundai Rotem | 21             | 4                           |                 |       |

## Projets
Le projet d'un réseau de cinq lignes a été annulé. Le nouveau projet est celui d'une ligne 2 (30 km), ligne circulaire qui coupe par trois fois la ligne 1, de train léger.